# Chloraea volkmannii
Espèce
Classification phylogénétique
Chloraea volkmannii est une espèce de plantes à fleurs de la famille des Orchidaceae et du genre Chloraea. C'est une orchidée terrestre, originaire du sud de l'Amérique du Sud.

## Description

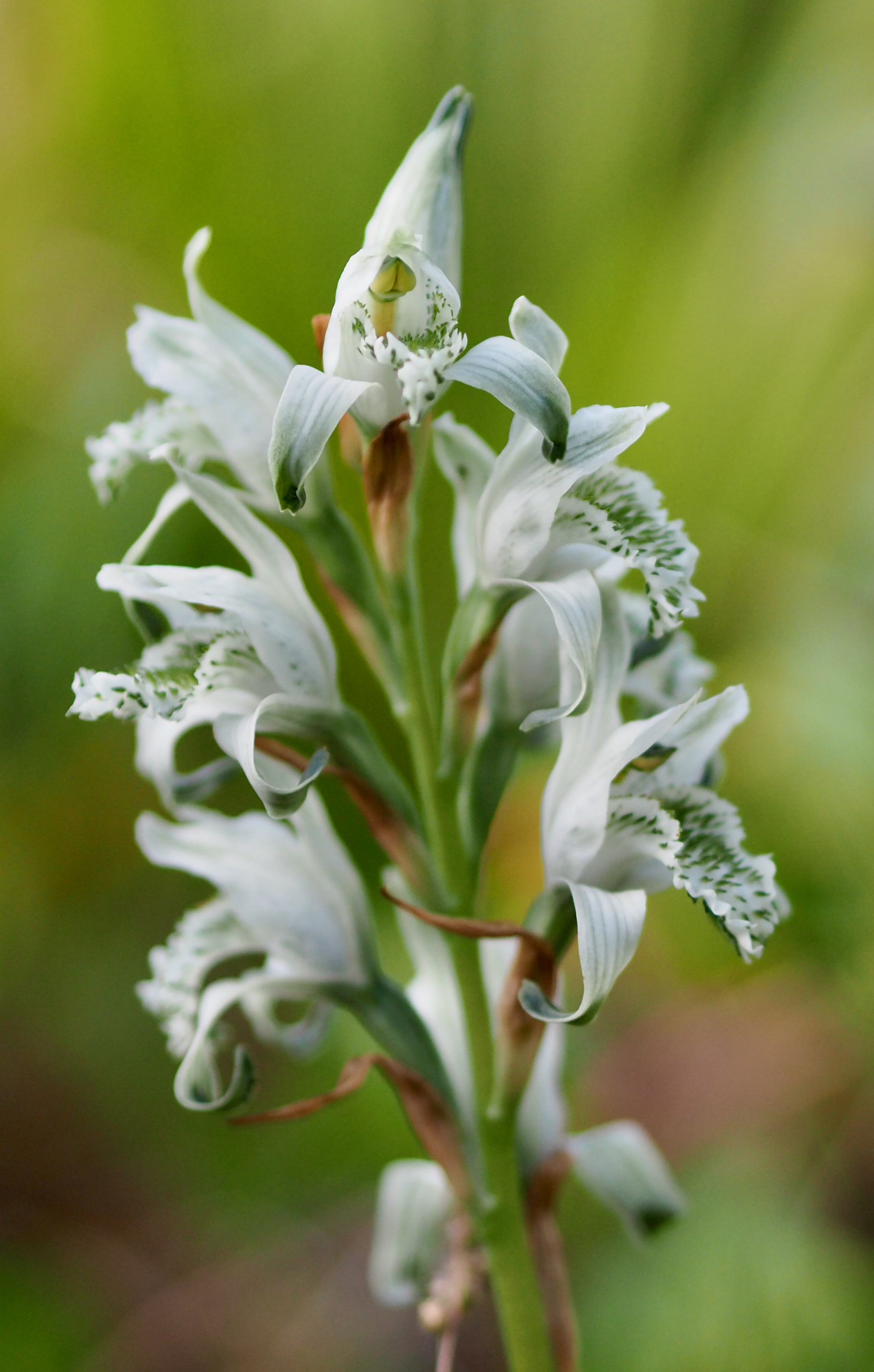
Inflorescence de Chloraea volkmanii, à Loncoyen, sur la côte Pacifique du Chili, en décembre 2021.

Cette plante de taille moyenne préfère les climats froids. Son habitat est terrestre.  Herbacée, à  feuilles persistantes , elle atteint  30 à 50 cm de hauteur. La tige comporte des  feuilles inférieures oblongues et lancéolées de 5 à 6 cm de long et se termine par une inflorescence en épi, composée de 6 à 8 fleurs de couleur blanche, aux pétales striées de vert foncé avec de nombreuses petites verrucosités de même couleur parsemant le labelle.

## Distribution
La plante est native d'Argentine (Neuquén), du centre et du sud du Chili.